# 21585 Polmear
A 21585 Polmear (ideiglenes jelöléssel 1998 SX126) a Naprendszer kisbolygóövében található aszteroida. A LINEAR projekt keretében fedezték fel 1998. szeptember 26-án.